# Крестовський Всеволод Володимирович
Все́волод Володи́мирович Кресто́вський (нар. 11 (23) лютого 1839, с. Мала Березянка, Таращанського повіту, Київської губернії — пом. 18 (30) січня 1895, Варшава, Польща) — російський письменник, поет та літературний критик.

## Біографія

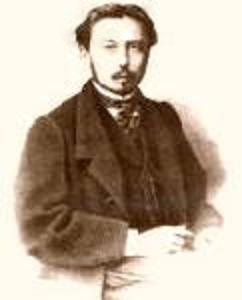
Всеволод Крестовський

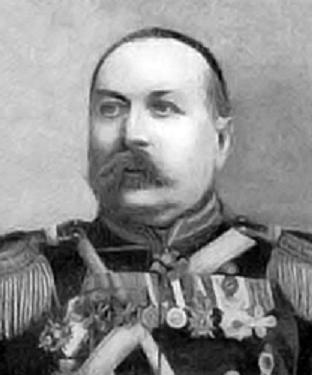
Всеволод Крестовський

Народився в селі Мала Березянка Таращанського повіту Київської губернії в родині уланського офіцера. В десятирічному віці переїхав до Санкт-Петербургу. Навчався в першій петербурзькій гімназії (1850—1857). Під впливом вчителя словесності, перекладача та письменника В. І. Водовозова почав писати вірші та займатися перекладами. Навчався на юридичному факультеті Санкт-Петербурзького університету (1857—1861).
1857 року опублікував перші твори. Виділявся навичками спілкування, був талановитим доповідачем; займався музикою та малюванням; став постійним учасником літературних гуртків, познайомився з Д. І. Писаревим, А. А. Григор'євим, Ф. М. Достоєвським, М. М. Достоєвським та багатьма іншими письменниками. Брав участь у випуску різноманітних періодичних видань. 1861 року одружився з актрисою В. Д. Гриньовою. В 1865—1866 був учасником-літератором комісії з вивчення підземель Варшави. 1867 року подорожував по Волзі.
1868 року вступив унтер-офіцером в 14-й уланський Ямбургзький полк, розквартирований у місті Гродному. В 1873 році випустив «Історію 14-го уланського Ямбургзького полку», в 1874 році був переведений у гвардію. В 1876році, за пропозицією Олександра II, склав «Історію лейб-гвардії Уланського Його Величності полку». Як журналіст, прикомандирований урядом до штабу діючої армії, брав участь у російсько-турецькій війні (1877—1878). В 1880—1881 роках був секретарем при командувачу Тихоокеанської ескадри. З 1882 року чиновник особливих доручень при туркестанському генерал-губернаторові М. Г. Черняєві. В 1884 був причислений до міністерства внутрішніх справ. З 1892 року та до кінця життя був редактором газети «Варшавський щоденник».
Помер у Варшаві, був похований у Олександро-Невській лаврі, потім перепохований на Літераторських містках Волкового кладовища Санкт-Петербургу.
За мотивами роману Всеволода Крестовського «Петербурзькі нетрі» (рос. «Петербургские трущобы») знято популярний 60-серійний телевізійний серіал «Петербурзькі таємниці».

## Творчість
В 1857 році в журналі «Загальноохоплюючий вісник» опублікував переклади оди Горація, віршоване оповідання «Офіцерша», оповідання «Листування двох повітових панянок».
Оповідання «Скрізь і поруч» та вірші, помістив в журналі «Іскра» (1859, 1861).
Вірші, повісті, оповідання та критичні статті розміщував в журналах «Час» (1861), «Світоч» (1861), «Російське Слово» (1861—1862).
Писав фел'єтони для журналу «Модний магазин» (1862—1864) та газети «Петербурзький листок» (1864—1865), брав участь в публікаціях журналів «Заноза» та «Оса» (1863).
Пізніше оповідання про військовий побут розміщував у журналах «Зоря», «Російський світ», «Нива», «Кругозір», «Всесвітня ілюстрація».

Два стовпи в'їзних воріт — єдине, що залишилось від маєтку Крестовських в селі Мала Березянка (маєток свідомо зруйнований радянською владою)

Протягом російсько-турецької війни редагував газету «Військово-летючий листок», писав статті в газету «Урядовий вісник».
Писав статті про Далекий Схід, Японію, Китай та Туркестан в журнал «Російський вісник». Друкувався також в «Історичному віснику» та писав передові статті в газету «Світ» (1885—1892).
В 1862 році видав у Санкт-Петербурзі двохтомник віршів, який так і називався «Вірші».
Деякі вірші Крестовського стали популярними міськими романсами («Под душистою ветвью сирени», «Прости за вечную разлуку»). Балада Крестовського «Ванька — ключник» стала відомою народною піснею. Займався також перекладами віршованих творів Анакреона, Алкея, Горація, Сапфо, Ґете, Т. Шевченка.
Автор лібрето опери М. А. Римського-Корсакова «Псковлянка» за однойменною драмою Л. О. Мея та опери «Наташа, або Волзькі розбійники» з музикою К. П. Вільбоа.
В 1865 році видав книги «Петербурзькі типи», «Петербурзькі золотопромисловці» та «Фотографічні картки петербурзького життя».
В 1892 році видав у Петербурзі збірник «Оповідання кавалерійського життя».
Зібраний матеріал для «Історії лейб-гвардії Його Величності полку» використав у історичній повісті «Діди» (виходила окремими виданнями в 1875, 1885, 1891).
Оповідання про російсько-турецьку війну, що публікувалися в журналі «Російський вісник», увійшли до виданого в 1879 році в Петербурзі двохтомника «Дванадцять місяців у діючій армії».
Найзначнішим твором Всеволода Крестовського вважається роман «Петербурзькі нетрі» (рос. «Петербургские трущобы»). Роман публікувався в журналі «Вітчизняні записки» (1864—1866), вирізки з нього публікувалися також в журналі «Епоха» (1864). Окремим виданням роман вийшов в чотирьох томах у 1867 році та витримав декілька перевидань.
Крім того є автором роману «Панургова череда» опублікованого спочатку в журналі «Російський вісник» (1869), а потім виданого в окремим виданням в Лейпцигу в 1870 році.
Є автором роману «Дві сили» опублікованого в журналі «Російський вісник» (1874).
Ці два романи, «Панургова череда» та «Дві сили», склали чотирьохтомну дилогія «Хроніка про новий смутний час Держави Російської» виданої в Петербурзі в 1875 році.
Роман «Тьма єгипетська» публікувався спочатку в 1888 в журналі «Російський вісник», а потім вийшов окремим виданням в 1889.
Роман «Тамара бен Давид» публікувався в 1889—1890 роках в «Російському віснику», потім вийшов окремим виданням у 1890.
Роман «Торжество Ваала» залишився незавершеним, але уривки з нього публікувалися в «Російському віснику» в 1891 році.